# Anders Bundgaard

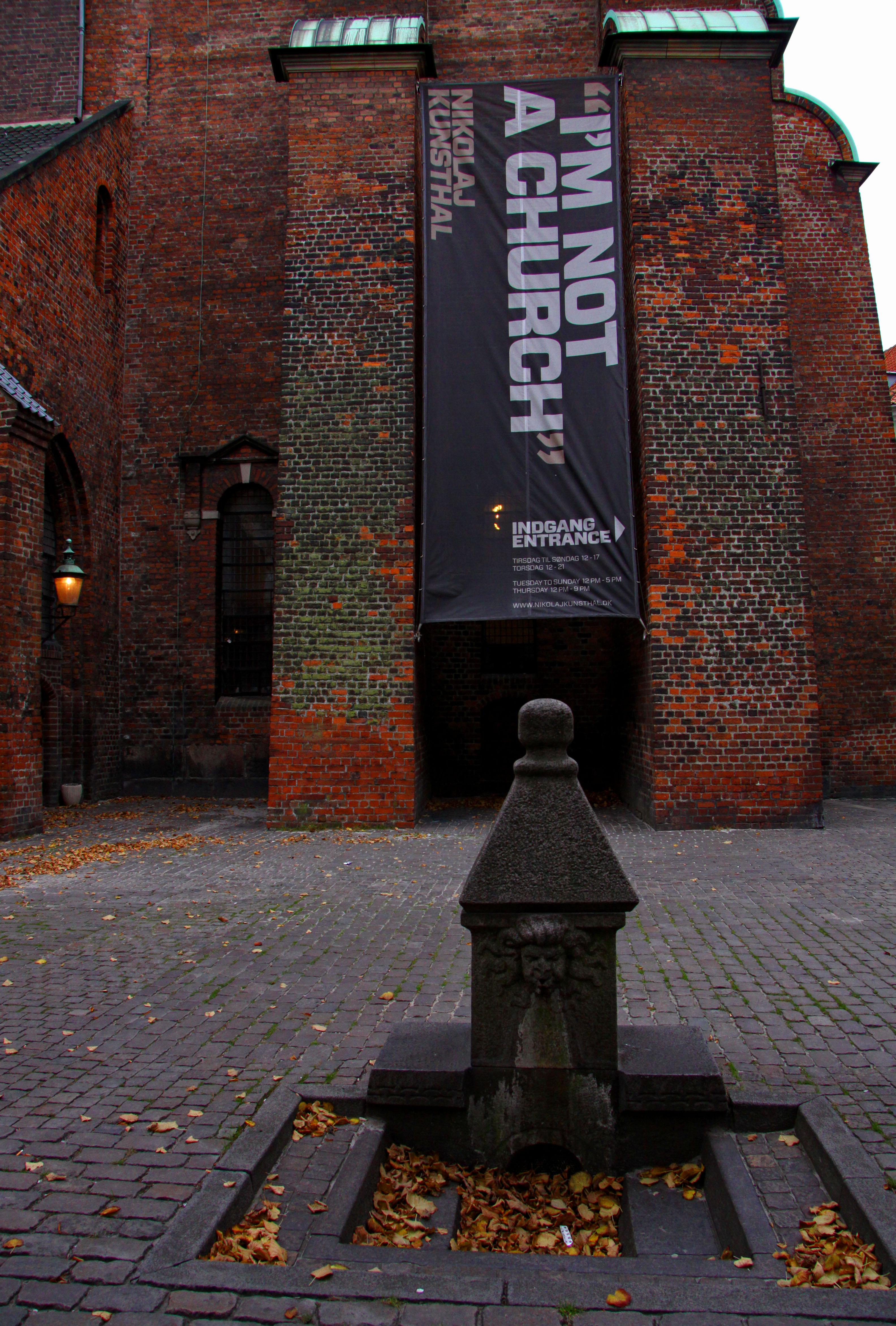
Skulpturfontänen med Medusa-huvud på Nikolaj Plads i Köpenhamn, 2013, skapad tillsammans med Martin Nyrop. En kopia gjordes i början av 1900-talet och skänktes av lokala mecenater till Halmstads stad för Norre katts park. Den finns numera på fasaden till Orups gränd 2.

Anders Jensen Bundgaard, född 7 augusti 1864, död 1937, var en dansk skulptör.
Anders Bundgaard studerade i Köpenhamn och företog studieresor i Frankrike och Italien innan han omkring 1890 etablerade sig som konstnär. Han utförde flera dekorativa arbeten bland annat för Köpenhamns nya rådhus och Gefionmonumentet med dess fontän som 1908 placerades vid Langelinie. Bland Bundgaards övriga verk märks Heden (kolossalskulptur i granit), Skat i gemme (marmor), dekorativa figurer till det nya Christiansborg, Genforeningsmonumentet i Randers (1927) samt en mängd andra monument, gravskulpturer och byster. Bundgaard är representerad vid bland annat Nationalmuseum.

## Utmärkelser
- Riddare av Dannebrogorden,  1908[4]
- Dannebrogsmännens hederstecken,  1930[4]

[Redigera Wikidata]

## Bildgalleri

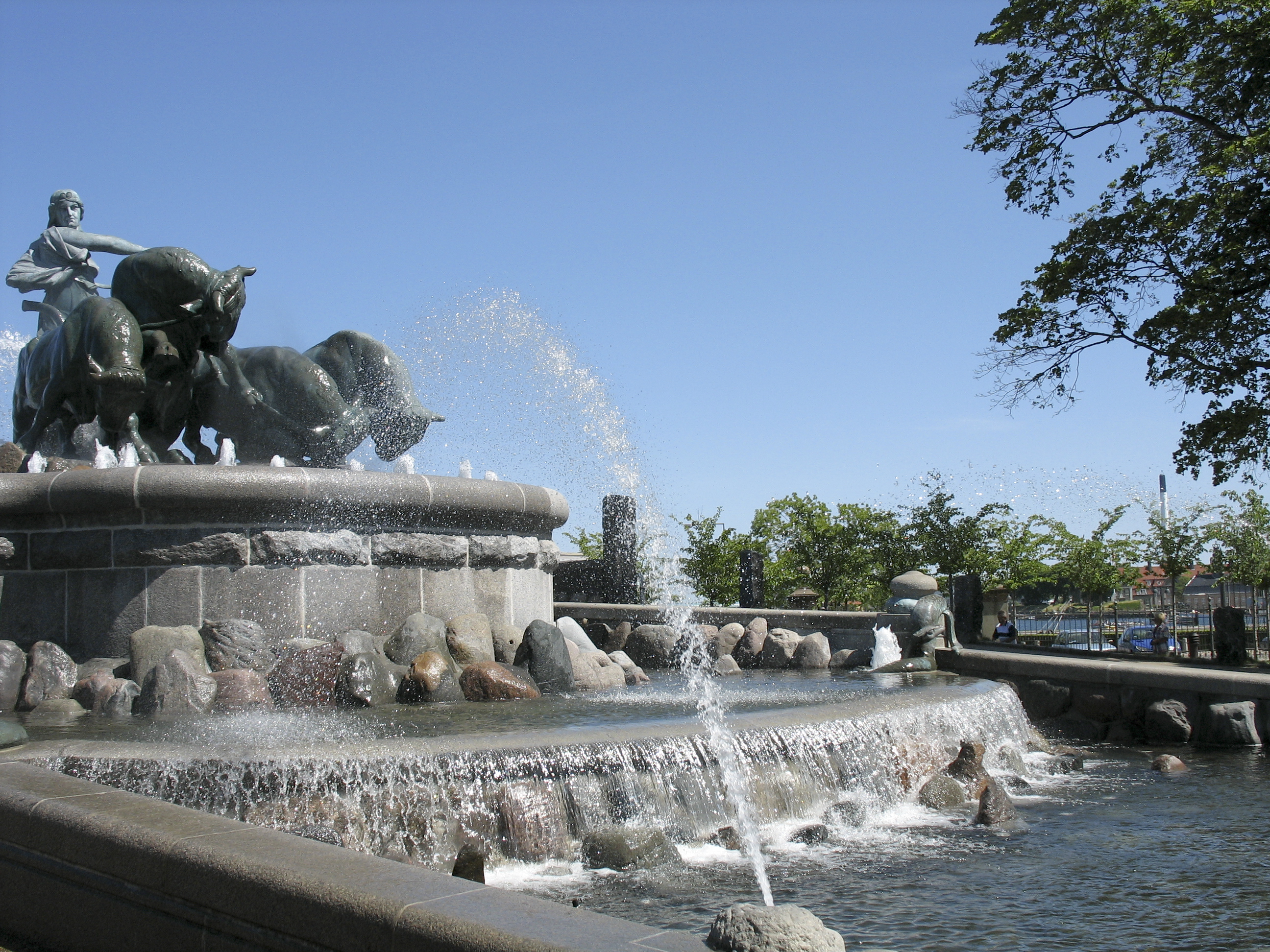
Gefionspringvandet vid Amaliegade, Köpenhamn
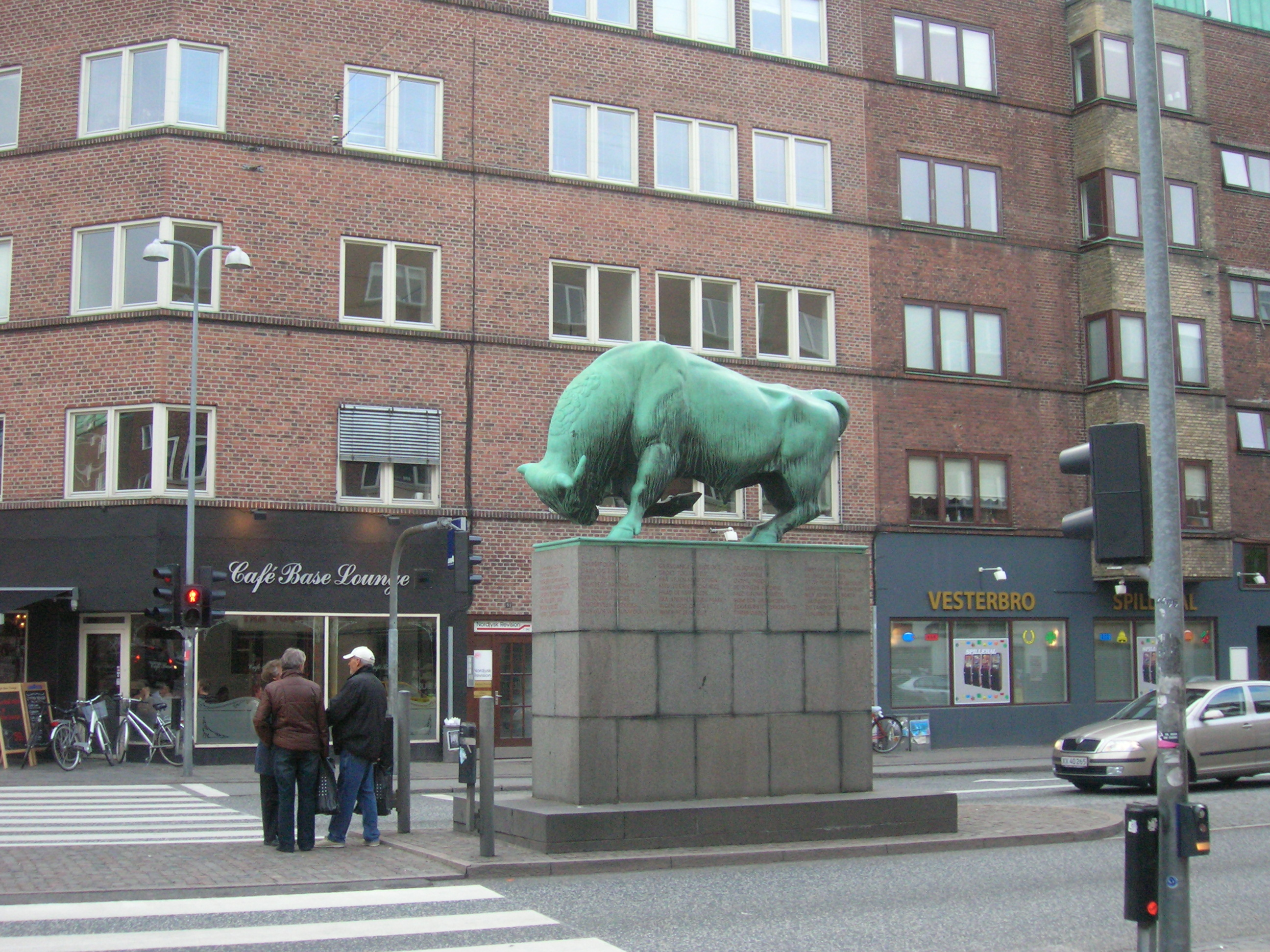
Cimbrertyren på Vesterbro i Aalborg
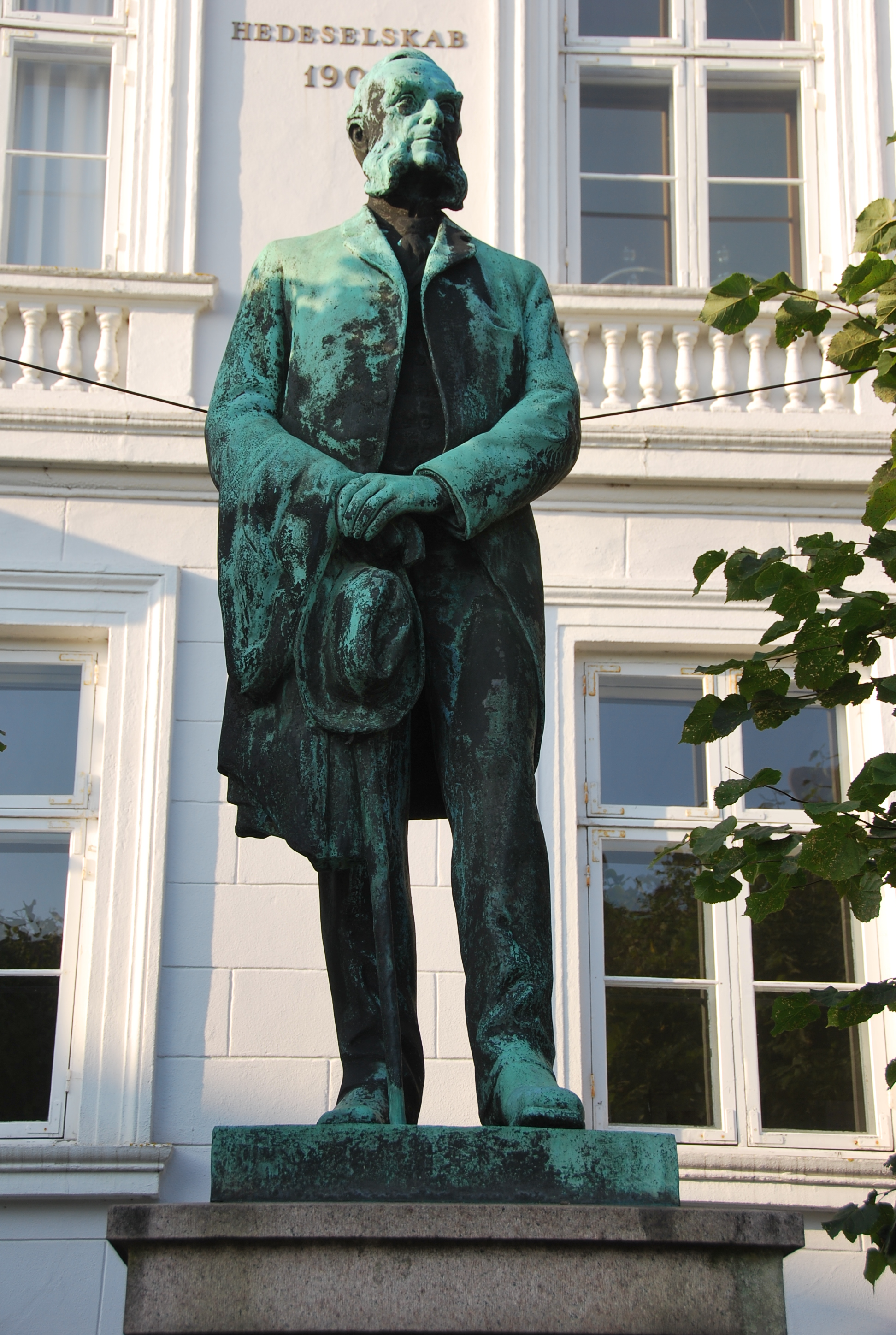
Staty över Christian von Lüttichau, vid Viborg Museum
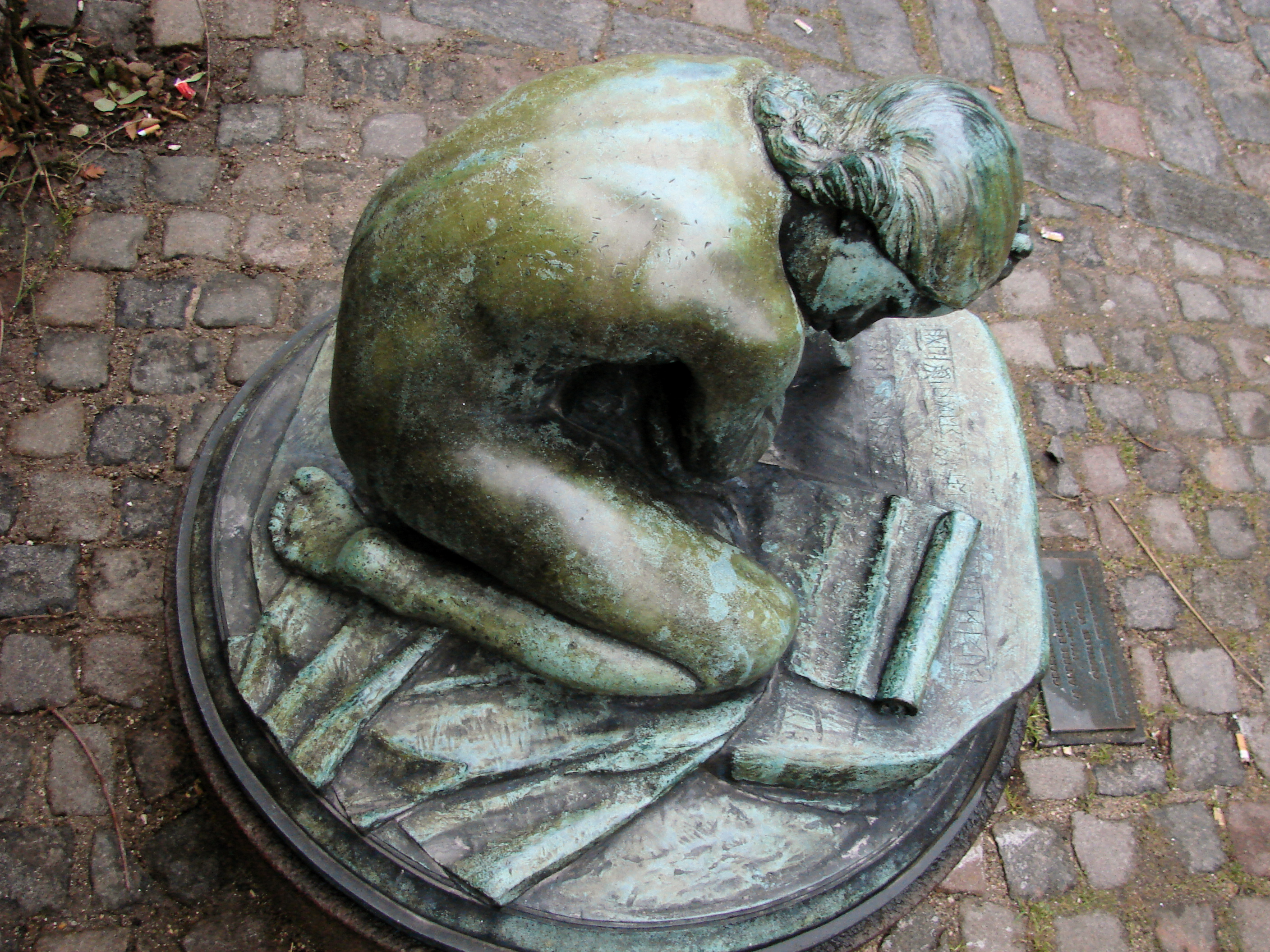
Granskende Pige, Møllegade, Köpenhamn
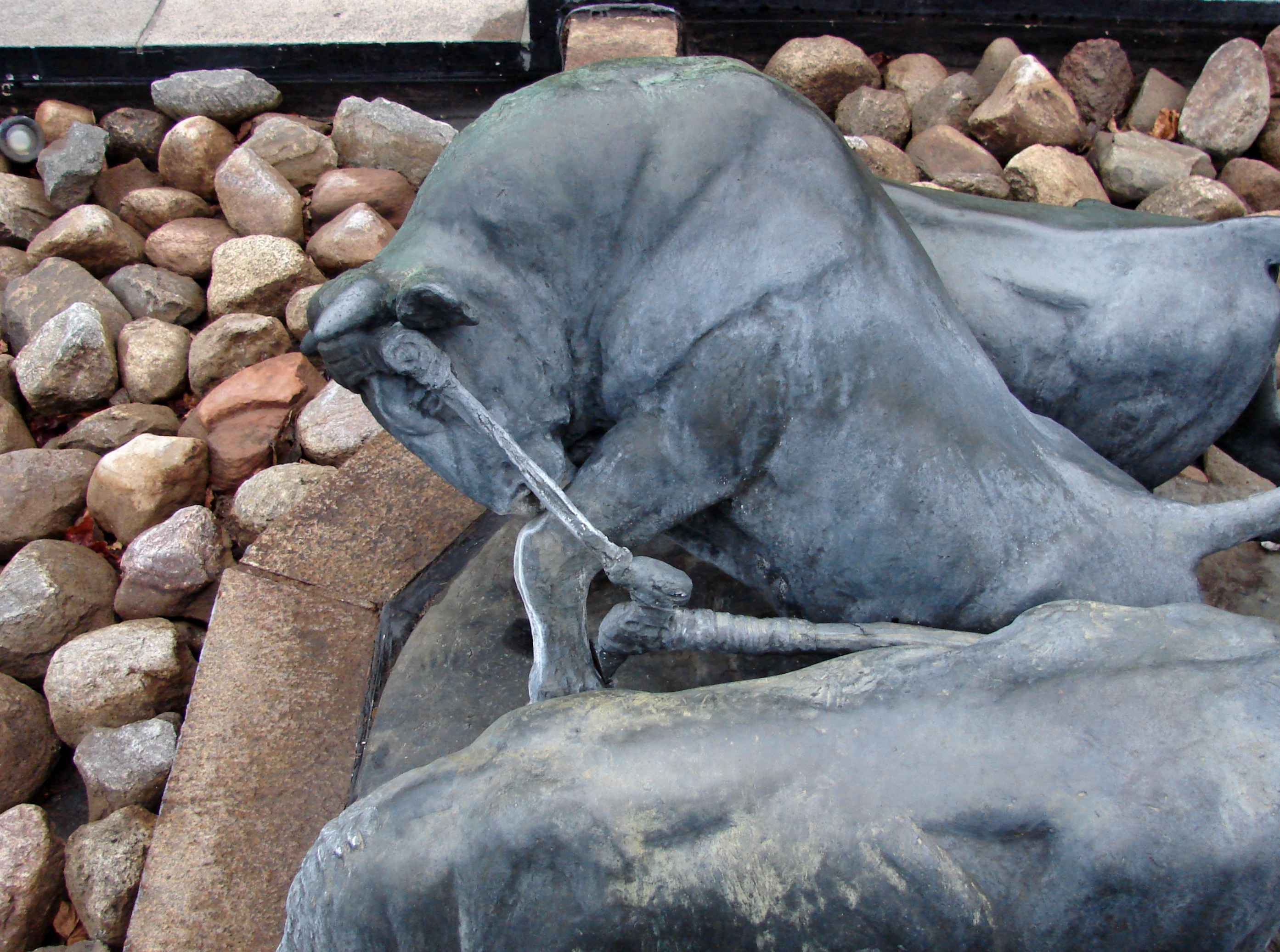
Detalj av Lille Gefionspringvand vid Bispebjerg Hospital
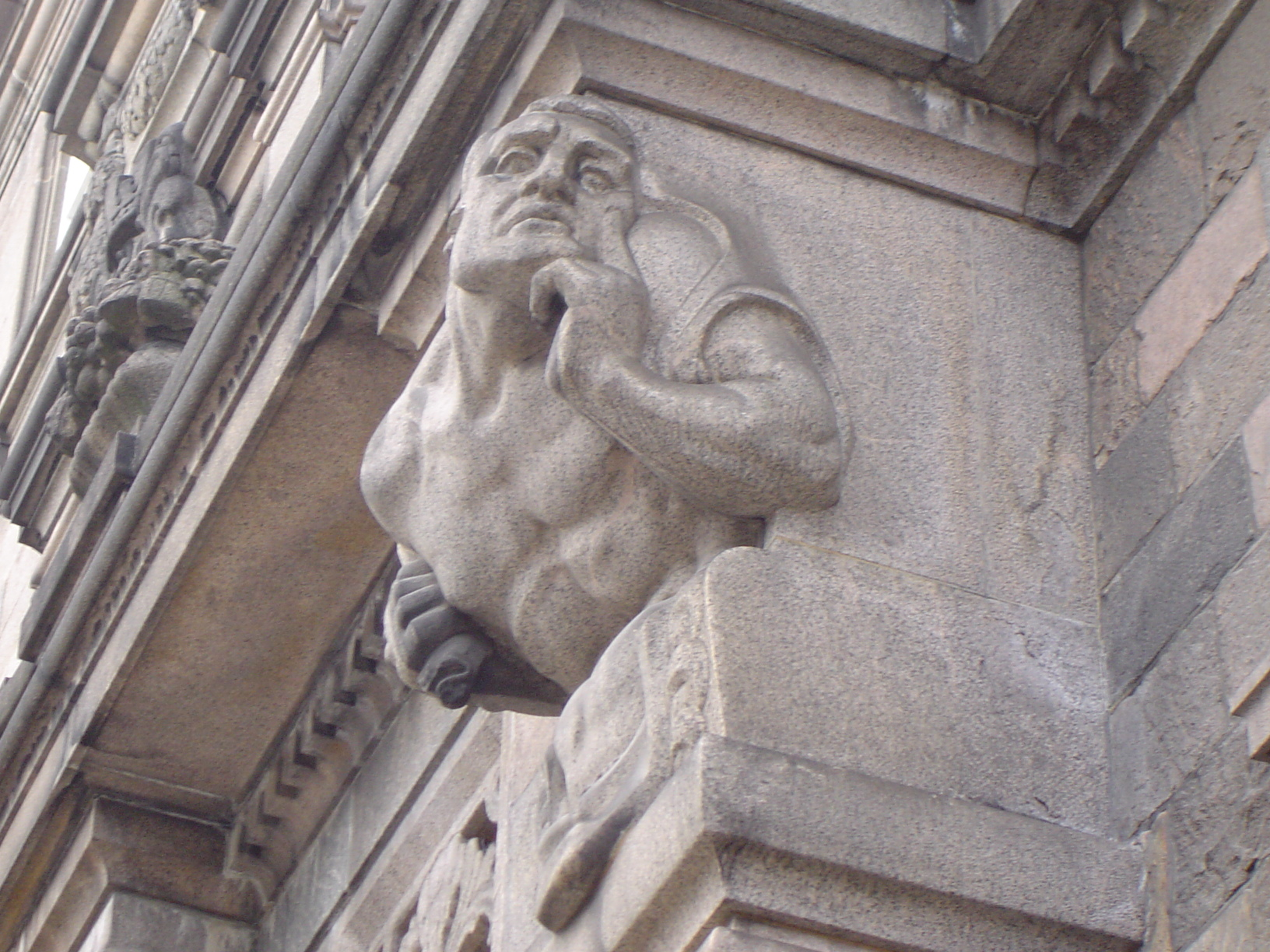
Detalj från Christiansborg
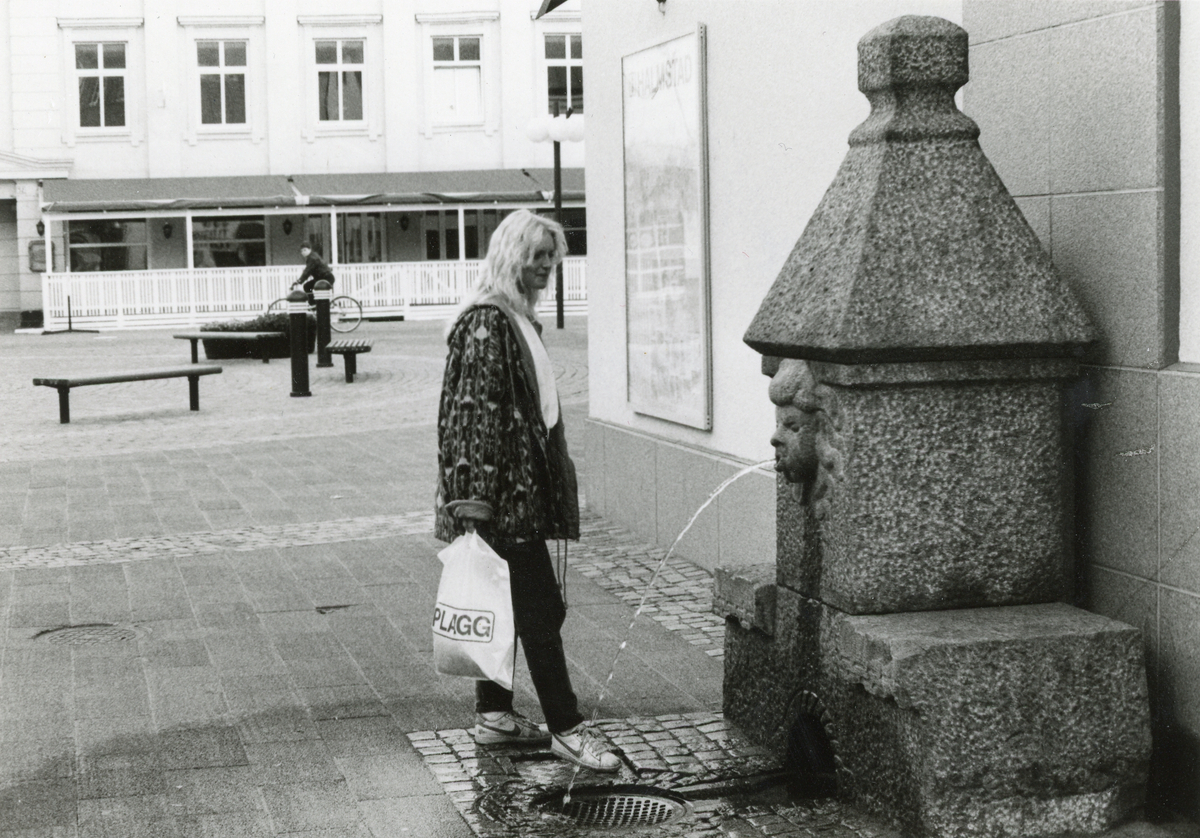
Kopia av brunn av Martin Nyrop och Anders Bundgaard i Halmstad